# Ingo Bos
Ingo Bos (Veendam, 10 oktober 1984) is een Groningse schaatscoach met een dubbele nationaliteit. Hij kwam in het begin van de eeuw uit voor Duitsland als langebaanschaatser en marathonschaatser. Op de langebaan was hij gespecialiseerd in de korte afstanden. In Nederland maakte hij onder meer deel uit van het Gewest Groningen en het opleidingsteam van VPZ. Sinds 2022 is hij hoofdcoach van het Development Team Fryslân.

## Biografie

### Schaatser
Bos heeft een Nederlandse vader en een Duitse moeder. Hij koos er in 2006 voor om schaatsduitser te worden, omdat het voor hem te moeilijk werd om zich te plaatsen voor internationale wedstrijden. Bij het Duitse mannenteam van Bart Schouten lukte dit wel. Tijdens de Duitse sprintkampioenschappen op 29 en 30 december 2006 in Berlijn eindigde hij als 9e en in het seizoen 2008/2009 maakte Bos zijn wereldbekerdebuut tijdens de world cup-wedstrijden op eveneens de IJsbaan van Berlijn.
Op 13 mei 2009 maakte Bos bekend verder te gaan als marathonschaatser.. In het seizoen 2009/2010 reed hij bij de beloftenploeg JB Besturingstechniek, als teamgenoot van onder meer de latere profwielrenner Tom-Jelte Slagter. Hij won in maart 2010 de finalewedstrijd van de baancompetitie Groningen in de C Divisie en werd zevende in het algemeen klassement. In de twee daarop volgende seizoenen reed hij als C-rijder in de Noord-Oost Competitie.

### Schaatscoach
Vanaf 2009 ging Bos werken als gymleraar op een middelbare school en daarna als orthopedagoog. Naast zijn werk was hij vanaf 2012 trainer van de shorttrackers en junioren sprinters bij de Groningse schaatskoepel iSkate. In 2016 volgde hij Remmelt Eldering op als trainer van het Regionaal Talentcentrum Noord van de KNSB. Hij trainde er zowel de allround- als sprintploeg, met onder meer Myrthe de Boer en Tim Prins. In 2022 volgde hij Henk Hospes op als hoofdcoach van het Development Team Fryslân. Zijn collega trainer Peter Kolder ging vanuit Groningen met Bos mee, zodat hun samenwerking in Friesland doorging. Bos begeleidde er onder meer Sanne in 't Hof en Isabel Grevelt bij haar doorbraak.

## Persoonlijk
Bos is weduwnaar en heeft twee zonen.

## Persoonlijke records
| Afstand    | Tijd    | Datum         | Baan           |
| ---------- | ------- | ------------- | -------------- |
| 500 meter  | 36,27   | 21 maart 2009 | Salt Lake City |
| 1000 meter | 1.11,37 | 20 maart 2009 | Salt Lake City |
| 1500 meter | 1.48,17 | 13 maart 2008 | Calgary        |

## Resultaten
2007
9e Duits sprintkampioenschap